# Bouteille de champagne

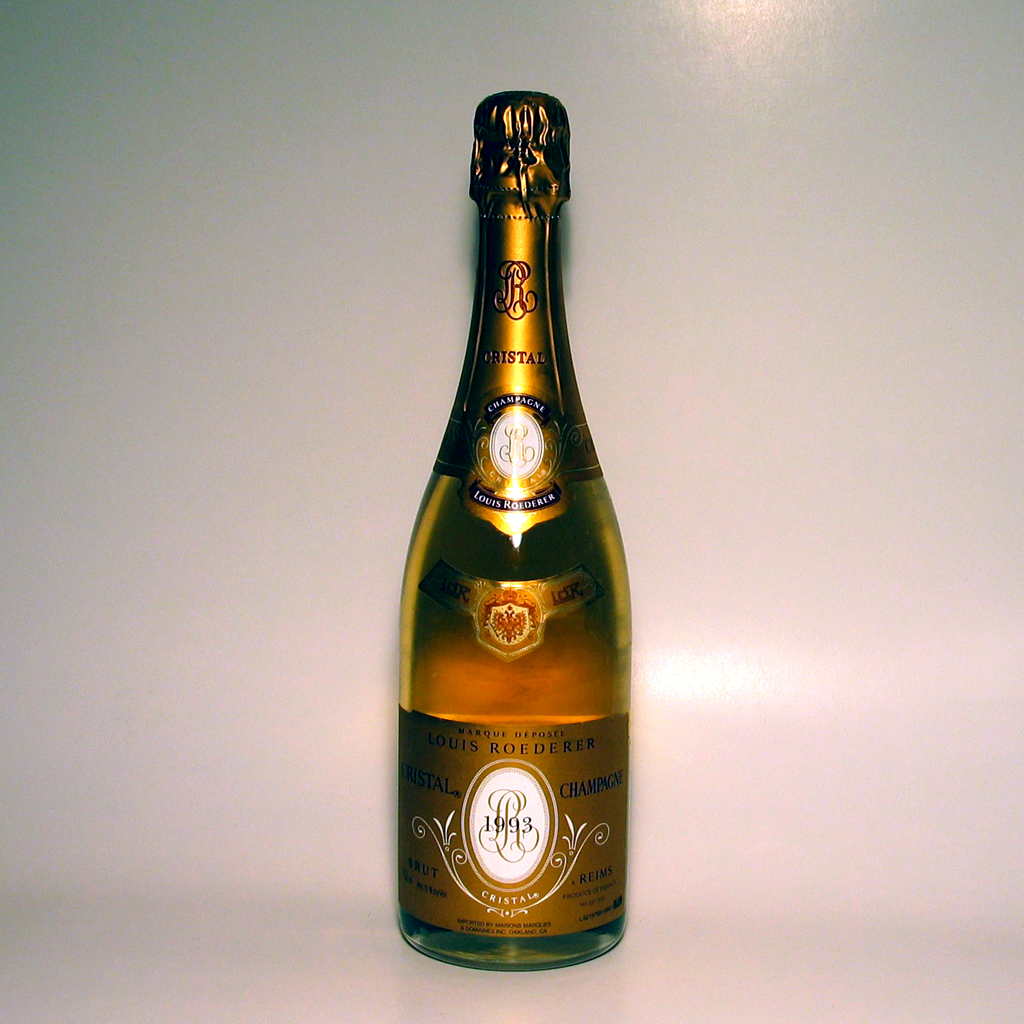
Une bouteille standard du début du XXIe siècle.

Une bouteille de champagne est une bouteille en verre, qui est spécialement fabriquée pour contenir du vin effervescent de Champagne. Elle est le résultat d’une lente évolution menée par les fabricants afin d'obtenir une bouteille capable de résister à la forte pression exercée à l’intérieur de la bouteille. Elle porte une étiquette qui présente le champagne contenu et répond à des normes précises issues de l’AOC Champagne.

## Histoire de la fabrication
Avant d’utiliser les bouteilles pour le transport et la commercialisation, la production de bouteilles en verre était une pratique coûteuse et réservée à une élite. La plupart des carafes et bouteilles trop minces et fragiles ne pouvaient servir qu’à tirer le vin du fût jusqu’à la table.
En 1634, les anglais fabriquent les premières bouteilles résistantes de teinte noire. C'est grâce à leurs fours à charbons qu'ils produisirent un verre noir très épais qui donna des bouteilles plus épaisses et résistantes avec une large base qui ont rapidement prouvé leur supériorité pour le transport et l’entreposage du vin. C’est à la fin du XVIIIe siècle que les bouteilles anglaises devinrent incontournables pour le conditionnement du vin en France et notamment pour le Champagne dont la prise de mousse ne peut être déclenchée que dans des bouteilles résistantes à la pression et très bien bouchées. Paradoxalement, c'est l'interdiction, décrétée le 23 mai 1615, d’utiliser du bois pour chauffer les verreries en Angleterre qui conduisit à l'utilisation du charbon minéral. La température plus élevée obtenue dans les fours au charbon a permis la fabrication de bouteille plus épaisse.
En 1675, l’arrêt de la Cour des aides de 1675 interdit le transport « d’aucun vin en bouteille, cruches et barils ». La bouteille n’était admise que pour la vente au détail. À cette époque les contenances ne sont pas encore réglementées et donnent souvent lieu à des fraudes.
Le 25 mai1728, le roi Louis XV prend un arrêté royal qui permet « de faire passer par la Normandie du vin de champagne gris et rouge et de tout autres crû par paniers de cinquante ou de cent bouteilles… pour être embarqués pour l'étranger ». C'est le début, certes modeste en regard des restrictions de cet arrêté, de la circulation des vins de la Champagne en bouteille. Le vin de Bourgogne suivra en 1750. L'usage des bouteilles pour le Bordeaux avait été reconnu dès le début du XVIIIe siècle.
L'Ordonnance royale du 8 mars 1735 donne naissance officiellement à la bouteille de champagne qui devait avoir un poids minimum de 25 onces (750 g) et une contenance équivalente à la pinte de Paris soit 0,952 litre. Avant cette date, les bouteilles pouvaient être assez fines et nécessitaient d'être clissées, c'est-à-dire d'être doublées d'une épaisseur en osier pour les protéger des chocs. On dit qu'elles devaient être clissées.
L'administration royale autorisait alors l'usage des demies, des quarts et des bouteilles doubles et « au-dessus ». Les bouteilles étaient, à cette époque, pansues, au cul large et épais, au col plus long que le corps.
À l’origine et dans la région Champagne-Ardenne, les première bouteilles étaient fabriquées par les verriers de l'Argonne. Les verreries étaient implantées près des forêts pour bénéficier du charbon de bois à défaut de charbon de houille sur place, et des fougères qui permettaient d'obtenir un fondant (matière qui permet de réduire la température de fusion).
L’inauguration du premier port canalisé et du canal entre Berry-au-Bac et Reims le 26 mars 1848 ouvre de nouvelles opportunités pour les industries. En effet, la voie d’eau est le moyen de transport le plus économique pour l’approvisionnement en sable servant à la fabrication du verre et surtout en combustible arrivant du Nord-Pas-de-Calais et de la Lorraine. Trois verreries spécialisées dans la fabrication de bouteilles champenoises, situées à proximité des centres viticoles vont s’installer le long du canal de l'Aisne à la Marne. En 1854, la verrerie de Loivre est créée puis en 1861, celle de la Neuvillette et enfin en 1875 la verrerie de Courcy.
En 1866, la législation réglemente le nom et la contenance des différentes bouteilles de vin et notamment la contenance standard d'une bouteille à 0,75 cl.
En 1870, la verrerie de Loivre est rachetée et modernisée. L'année 1879 voit la création de la verrerie Charbonneaux. Vers 1911, Arthur Papon crée la « Verreries Mécaniques Champenoises » implantée à Saint Brice Courcelles et qui deviendra « Verre Mouvement Création » puis VMC en 1985. La guerre de 1914 est fatale aux verreries de Loivre et de La Neuvillette, entièrement détruites. Des quatre verreries qui existaient autour de Reims avant 1914, deux, Loivre et La Neuvillette entièrement détruites, ne survivront pas à la guerre. Vers 1920, la verrerie de Courcy, malgré d’importants dégâts, est reconstruite le long du canal. Vers 1933, malgré de considérables efforts pour se moderniser, la verrerie de Courcy ne résistera pas à la crise et fermera ses portes en 1933. La verrerie des Islettes est la seule de cette région d'Argonne à survivre jusqu’en 1936. En 1974, une verrerie spécialisée dans les bouteilles de champagne est créée par le groupe BSN à Oiry.
En 2010, le Comité Interprofessionnel du Vin de Champagne annonce un nouveau standard de bouteille de champagne à 835 grammes au lieu des 900 g et à rapprocher des 1,2 kg du début du XXe.
À partir du 1er janvier 2015, le décret no 2010-1441 du 22 novembre 2010 interdit le réemploi des bouteilles de champagne pour l’appellation Champagne.

Les premières représentations de bouteilles de champagne en peinture
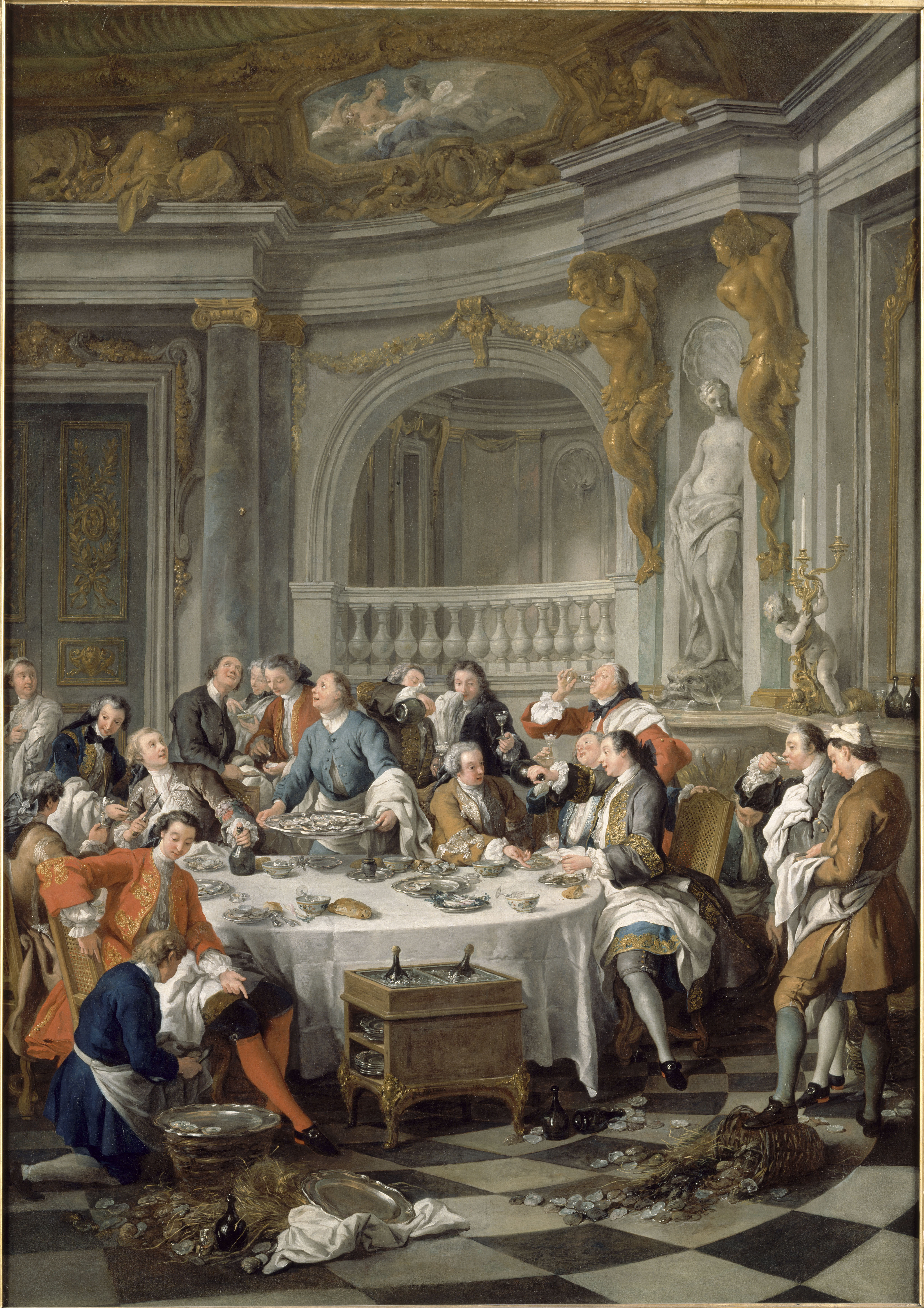
Le Déjeuner d'huitres, tableau de Jean-François de Troy (1735).
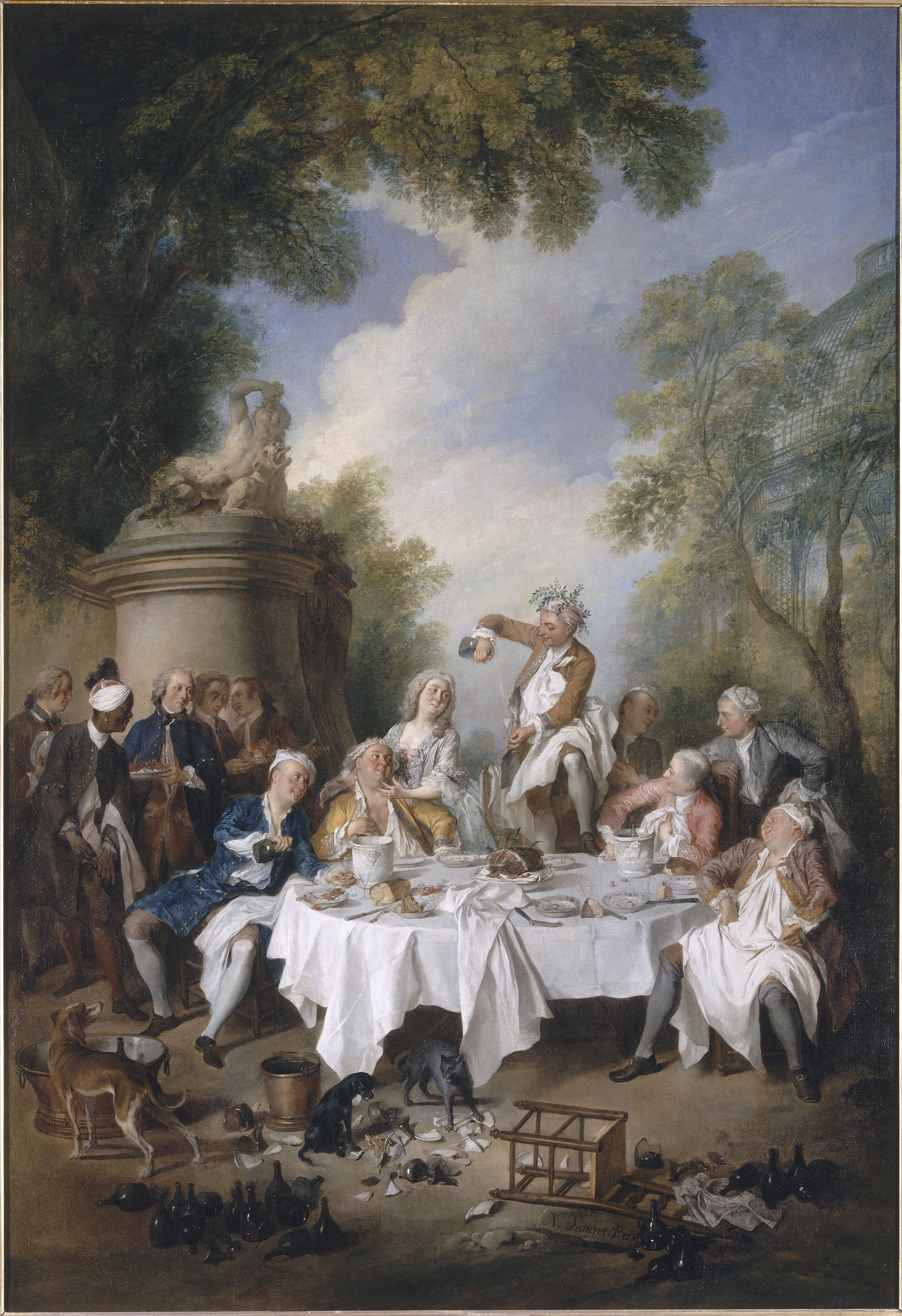
Le Déjeuner de jambon, tableau de Nicolas Lancret (1735).
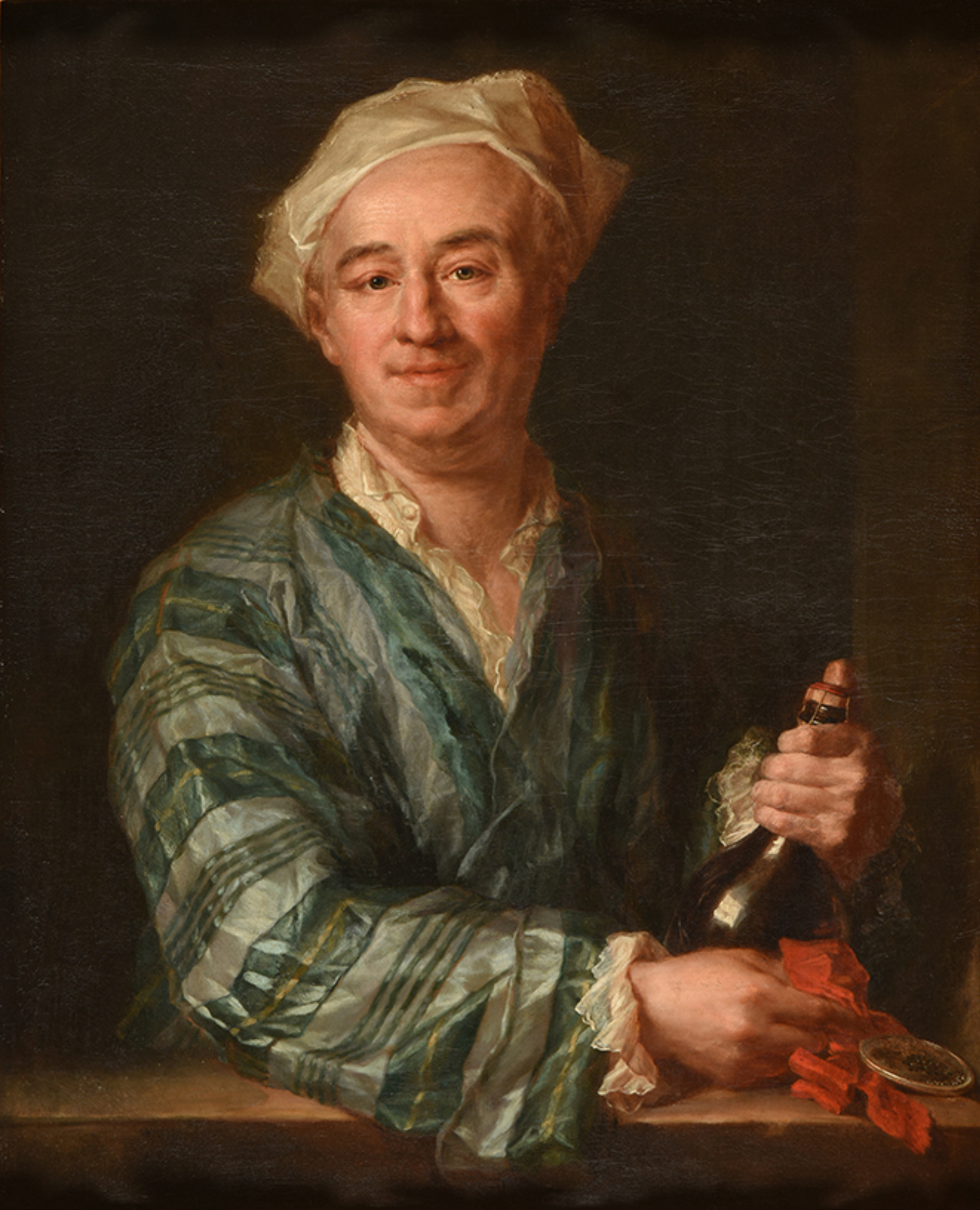
Le Buveur de champagne, tableau d'Alexis Grimou (1724).

## Méthode de production des verreries

### Historique: soufflage à la canne
Cette technique consiste à souffler dans une canne (sorte de long tube) de l'air au sein d'une masse de verre chaude et malléable pour créer une bulle intérieure. La longueur du tube sert à éloigner la chaleur de l'utilisateur de la canne. La bulle, ainsi formée, est placé dans un moule. Le souffleur souffle dans sa canne, tout en la tournant dans ses mains et retire du moule la bouteille fixée au bout de la canne. Il l'appuie sur le fond de la bouteille pour former et amorcer l'excavation inférieure qui a pour objet de donner plus de résistance à la base de la bouteille, et de diminuer sa capacité. Pour détacher la bouteille de la canne, un fer mouillé est passé sur le nez c'est-à-dire sur l'extrémité de la canne et le verre se casse en ce point pour détacher la bouteille. Pour les bouteilles volumineuses, les verriers plaçaient de l'alcool dans leur bouche qu'ils soufflaient dans le verre bouillant ou l'alcool s'évaporait  instantanément gonflant la future bouteille en plus du souffle du verrier. À noter que, même soufflée à la canne, les cadences peuvent être très élevées de l'ordre d'une bouteille à la minute.

### Actuelle: production en continu
Le processus moderne de production des bouteilles se déroule en continu sur 7 étapes principales,.
Préparation des matières premières
Un mélange silice (du sable), calcaire, carbonate de sodium (nom vulgaire : cristaux de soude), mixé avec du calcin (verre cassé) alimente en continu le four.
Fusion
Le mélange est versé en continu dans un four en matériau réfractaire et est fondu à 1 500 °C.
Paraison
À la sortie du four, le verre en fusion et en coulée continue, est amené par des canaux appelés « feeders » jusqu'aux machines de mise en forme. Avant de passer dans les machines de mise en forme, le filet de verre fondu est découpé en gouttes de verre en fusion de 900 g (835 g selon les nouveaux standards) appelée « paraison » et d’une température d'environ 1 150 °C.
Moulage
La goutte de verre en fusion tombe dans un moule dit « ébaucheur » et est soufflée en envoyant de l’air sous pression pour une première ébauche, puis passe dans un second moule dit « finisseur ».
Recuisson
La bouteille ainsi formée est recuite pour éliminer les tensions internes à la nouvelle bouteille créée. Puis elle est refroidie en évitant des écarts trop brusques de température qui fragiliseraient la bouteille. En effet, le verre en refroidissant rapidement à l'air se contracte trop vite sur sa surface extérieure et il produit des tensions dues aux chocs thermiques qui le feront éclater.
Contrôle des bouteilles
Le contrôle est effectué en continu ou de façon aléatoire selon différents critères.
Houssage
Pour assurer la protection et l’hygiène des bouteilles, les bouteilles sont palettisées sous double housse pour éviter, en principe, au destinataire un nettoyage.

### Matières premières pour la production de la pâte de verre

#### Pour produire le verre
Les bouteilles de champagne sont les bouteilles qui supportent les plus fortes pressions car la prise de mousse implique une résistance à une pression pouvant atteinte 20 atmosphères. Elles devaient également supporter le stockage sur trois épaisseurs ou plus sur le haut de la bouteille. Elles demandaient donc un savoir faire dans la formulation des matières premières avec de la silice (sable), un stabilisant (chaux éteinte), un fondant (au Moyen Âge, à base de feuille de fougère calcinée pour obtenir du carbonate de sodium, puis de la soude ou de la potasse) et enfin le colorant.

#### Énergie
La fusion d'un kilogramme de verre nécessitait d'abord 2,5 kg de bois, puis 1 kg de charbon de terre, puis 0,2 kg de mazout, puis 1 kWh pour les fours électriques.

### Machines et outils

#### Fours
Les fours à pots : on dispose dans un four circulaire ou rectangulaire un certain nombre de récipients en argile réfractaire appelés pots ou creuset que l'on remplit de mélange vitrifiable.
Les fours à bassins : constitués de matériaux réfractaires, ces fours sont formés d'un long couloir rectangulaire. Le niveau de la matière en fusion est maintenu constamment par ajout des composants de base. La masse vitreuse progresse le long du couloir.

#### Cannes de soufflage
Les cannes de verrier ou fêles, sont des sortes de long tube qui permettre de souffler de l'air au sein d'une masse de verre chaude et malléable pour créer une bulle intérieure. La longueur du tube sert à éloigner la chaleur de l'utilisateur de la canne.

#### Les moules
Au début, les moules étaient dits "ouverts" : ce sont des moules pour le fond des bouteilles qui expliquent le caractère irrégulier des épaulements et la variation des contenances. Ils sont en métal ou en terre réfractaire et permettent de calibrer le fût du contenant. Ils sont présentés enterrés dans le Recueil de planches de 1772 sur les sciences, les arts libéraux, et les arts méchaniques avec leur explication de Diderot et d'Alembert (Paris, Briasson, tome X). Ensuite, les moules dits "fermés" participent à l'industrialisation de la production des bouteilles.

#### Quelques défauts de bouteilles
Quelques défauts de bouteilles :
- Paille : bulle allongée de 1 à 5 mm ;
- Bouillon : bulle allongée, généralement voisine de la surface, dont la plus petite dimension est supérieure à environ 2 mm ;
- Nid de puces : amas de très petites bulles de diamètre Inférieur à environ 0,2 mm.

## Normes et caractéristiques

### Poids
La bouteille standard de champagne, appelée aussi « champenoise », pèse 900 g, a une contenance de 75 cl et est normalement verte et translucide. Les bouteilles de champagne sont lourdes et épaisses, car elles doivent pouvoir subir la pression importante du gaz carbonique. Elles sont conçues de manière à pouvoir résister pendant 3 semaines à une pression continue de 12 atmosphères et durant quelques minutes à une montée de pression de 20 atmosphères. En 2010, le Comité Interprofessionnel du Vin de Champagne annonce un nouveau standard de bouteille de champagne dans le but d’alléger l’émission de carbone de la filière. Ainsi la bouteille est passée de 900 grammes à 835 grammes. Cette mesure vise à réduire l’émission de carbone de 8 000 tonnes et à faire des économies sur les frais de transport. Elle est dénommée champenoise allégée. En 2025, la Maison Telmont adopte une bouteille de champagne standard allégée à 800g, en partenariat avec le verrier français Verallia,.

### Taux de casse
Si au début de son histoire, le taux de casse des bouteilles de champagne était important, de l'ordre de 25 %. Ce taux était peut-être exagéré pour échapper au fisc.
Ce n’est plus le cas aujourd’hui. Cette situation est même extrêmement rare aujourd’hui, la forme des bouteilles est calculée très large et une casse ne pourrait plus résulter que de bouteilles défectueuses. La casse est considérée comme acceptable jusqu’à 1 %, taux à partir duquel les verreries, généralement, remplacent chaque bouteille cassée par 7 bouteilles neuves, mais elle l’atteint rarement.

### Couleur
La couleur « vert bouteille » a pour objectif de faire écran aux rayons ultraviolets et éviter les « goûts de lumière ». Toutes les teintes de verre n’acceptent pas la même proportion de calcin. Plus la couleur du verre est foncée, plus il est possible d’ajouter du calcin au processus de fabrication. À contrario, pour renforcer le marketing, les bouteilles de prestige sont généralement translucides pour faire apprécier la couleur du vin de champagne, mais sont à la vente en coffret pour assurer la protection du vin de champagne et souvent entourée de papier de soie.

### Forme

#### Description générale
La bague fournit un appui au système de fixation du bouchon. Elle est carrée, en couronne ou mixte.
L’épaulement a une courbe peu prononcée de nos jours, sans renflement, ce qui facilite le glissement du dépôt lors du remuage et assure une bonne résistance à la pression interne. Ce qui n'était pas le cas des premières bouteilles, dites en forme de pot de fleurs utilisées pour le champagne. L’épaulement de la bouteille était initialement très marqué pour retenir le dépôt de levures mortes au moment du service. Cet  épaulement est "tombé" lorsque le dégorgement  a rendu cette forme inutile. Il semble que la modification de la forme de l'épaulement soit en lien avec la technique de dégorgement que l'on attribut à Madame Veuve Clicquot Ponsardin au vu de sa nombreuse correspondance avec les maitres de verrerie de son époque.
Le fût d’une largeur de 88,4 mm, cylindrique, se termine par le jable, partie très épaisse sur laquelle repose la bouteille.
Le fond comporte une cavité conique, la piqûre, d’une profondeur de 30 mm. La piqûre (ou cul de la bouteille) : elle existe depuis l’origine de la bouteille de champagne et les raisons pour lesquelles elle a été imaginée sont obscures. La première hypothèse est que la piqûre permet d’empiler les bouteilles tête en bas (mise sur pointe). La deuxième hypothèse est que cette forme permet de la maintenir pendant le travail de finition faisant suite au soufflage. La troisième hypothèse est que cela donne au fond une meilleure résistance mécanique à la pression. La quatrième hypothèse est que cela donne l’impression d’une capacité plus importante.
Au fond des bouteilles de champagne, une indication suit la mention 75cl. Il s’agit de la distance à partir du haut du goulot de la bouteille ou les 75 cl sont atteints.

#### Silhouette
La forme classique est celle de la "champenoise. Mais les maisons de champagne utilisent le marketing pour se différencier sur le marché, en partie en adoptant une forme de bouteille différente de la « champenoise ». Il existe de nombreux modèles disponibles ou faits à la demande. Quelques maisons de champagne font mouler les bouteilles à leur nom ou leur effigie, telle que la maison Drappier.

## Tailles

### Aspect législatif
Les différentes bouteilles en service en 1983 avec leur taille et leur contenance effective telles qu’elles résultaient des volumes nominaux (quantité de vin contenue dans la bouteille) définis par l’arrêté du 18 mai 1979 et l’arrêté du 10 novembre 1980, reprenant des directives de 1974 de la Communauté économique européenne. Si cette directive communautaire et ces arrêtés sont venus stopper la commercialisation du réhoboam (4,5 litres en Champagne), le mathusalem et le salmanazar ont été maintenus sur le marché européen. La contenance du mathusalem varie ainsi suivant les régions.

### Noms, contenances et historique
Les noms et contenances des différentes bouteilles en verre de champagne font l'objet de la norme ISO 7348 de 1992.
On recense une vingtaine de tailles de bouteilles qui conservent la forme traditionnelle standard, bien que certaines ne soient plus ou encore très peu utilisées : 
- le huitième : 9,4 cl soit ⅛ d'une bouteille de champagne ;
- le quart : 18,75 cl ou 20 cl soit environ ¼ d'une bouteille de champagne ;
- la chopine : 25 cl soit ⅓ d'une bouteille de champagne ;
- la demie (ou fillette) : 37,5 cl soit la moitié d'une bouteille de champagne ;
- le médium (ou pinte) : 60 cl soit les 4⁄5 d'une bouteille de champagne ;
- la bouteille standard ou champenoise : 75 cl ;
- le magnum : 1,5 l soit 2 bouteilles de champagne ;
- le jéroboam : 3 l soit 4 bouteilles de champagne ;
- le réhoboam : 4,5 l soit 6 bouteilles de champagne ;
- le mathusalem : 6 l soit 8 bouteilles de champagne ;
- le salmanazar : 9 l soit 12 bouteilles de champagne ;
- le balthazar : 12 l soit 16 bouteilles de champagne ;
- le nabuchodonosor : 15 l soit 20 bouteilles de champagne ;
- le salomon (ou melchior) : 18 l soit 24 bouteilles de champagne ;
- le souverain : 26,25 l soit 35 bouteilles de champagne ;
- le primat : 27 l soit 36 bouteilles de champagne ;
- le melchisédech (ou midas) : 30 l soit 40 bouteilles de champagne ;
- l'adélaïde : 93 l soit 124 bouteilles de champagne ;
- la sublime : 150 l soit 200 bouteilles de champagne.

Magnum
Le magnum tire son origine du mot latin magnum qui signifie « grand ». Il serait connu depuis la fin du XVIIIe siècle.
La bouteille mesure en moyenne 37 cm de hauteur pour un diamètre de 11,4 cm.
Jéroboam
Le jéroboam doit son nom à deux rois d’Israël, qui régnèrent au premier millénaire avant Jésus-Christ, dont le premier est considéré comme le fondateur du royaume.
Il mesure environ 47 centimètres de hauteur pour un diamètre de 13,4 cm.
Réhoboam
Le réhoboam vient de Roboam, roi de Juda et fils du roi Salomon, son gouvernement tyrannique lui attira les foudres de dix des douze tribus d'Israël qui lui préférèrent Jéroboam. Lui-même conserva les territoires de Benjamin et de Juda.
Sa hauteur est d’environ 56 centimètres, pour un diamètre moyen de 15 centimètres.
Mathusalem
Le mathusalem emprunte son nom au célèbre patriarche dont on dit dans la Genèse qu’il aurait atteint l’âge de 969 ans. Il était l’aïeul de Noé, l’homme qui survécut au Déluge et qui méritait que son nom soit donné à une bouteille, puisqu’on lui attribue la plantation des premières vignes.
Sa hauteur est d'environ 57,8 centimètres pour un diamètre de 17,4 centimètres.
Salmanazar
Le salmanazar a cinq parrains, soit autant que de rois d'Assyrie qui portèrent ce nom et dont les règnes se seraient écoulés de 1275 à 722 avant J.-C. Le plus célèbre fut Salmanazar III (858 – 824 av. J.C.) qui ne réussit pas à vaincre les rois araméens, mais qui a laissé une réputation de grand bâtisseur.
Cette bouteille mesure environ 64,5 cm de hauteur pour un diamètre de 19,3 centimètres.
Balthazar
Le balthazar pose un problème quant à l’origine de son nom. On pense généralement que c’est celui de l’un des rois mages qui vinrent adorer Jésus lors de sa naissance. Mais c’est inexact, car dans la Bible, les rois mages sont parfaitement anonymes. Leurs noms relèvent, en effet, d’une tradition populaire qui remonte à plusieurs siècles après la publication du Livre. En revanche, le Balthazar cité dans la Bible est le dernier roi de Babylone (539 av. J.C.) qui fut vaincu par Cyrus, le roi des Perses, alors qu’il passait ses nuits à festoyer pendant le siège. Il nous en est resté l’expression "festin de Balthazar" pour qualifier un repas somptueux.
Sa hauteur est d'environ 69,8 centimètres pour un diamètre de 21,5 centimètres.
Nabuchodonosor
Le nabuchodonosor doit évidemment son nom à Nabuchodonosor II, dit "le Grand", roi de Chaldée de 605 à 562 avant J.C. Il fit de Babylone la métropole du monde occidental et c'est lui qui s’empara de Jérusalem dont il exila la population. Il régna sur le plus vaste empire qu’ait connu Babylone et y a fait ériger de nombreux monuments. Une histoire qui inspira à Verdi son Nabucco présenté en 1842.
Sa hauteur est d'environ 75,7 centimètres pour un diamètre de 22,4 centimètres.
Salomon
Le salomon est appelé parfois melchior, du nom du roi mage censé venir d’Europe. Le Salomon de l’Ancien Testament fut roi d’Israël entre 970 et 931 av. J.-C. Doté de nombreux dons, comme la sagesse ou la connaissance des langues, il a fait l’objet de plusieurs livres de la Bible. Sa richesse, son harem et sa liaison avec la reine de Saba ont également atteint des dimensions légendaires. C’est également lui qui aurait fait ériger le premier temple de Jérusalem, le Temple de Salomon.
Sa hauteur est d'environ 77,4 centimètres pour un diamètre de 24 centimètres.
Souverain
Le souverain a été conçu par Taittinger pour le baptême du plus grand paquebot au monde, le « Sovereign of the Seas », le 16 janvier 1988.
Ses dimensions sont de 1,02 mètre en hauteur pour 30 centimètres de diamètre environ.
Primat
Le primat vient du bas latin et signifie « de premier ordre ». Historiquement, c'est un nom donné à quelques archevêques qui, par d’anciens droits, ont une sorte de supériorité sur tous les évêques et archevêques d’une région. Cette dénomination aurait été utilisée pour la première fois en 1999 pour ce qui était alors la plus grosse bouteille jamais produite.
Sa hauteur est d'environ 102,6 centimètres pour un diamètre de 30,2 centimètres.
Melchisédec
Le melchisédec porte le nom d’un personnage énigmatique de l’Histoire sainte. Melchisédech a béni Abraham et possède un caractère messianique similaire à celui du Christ.
Sa hauteur est d'environ 110 centimètres pour un diamètre de 32,8 centimètres.
Le primat et le melchisédec sont propres à la maison de Champagne Drappier.

## Bilan carbone

### Recyclage en verre recyclé
Les bouteilles de champagne peuvent être recyclées avec le verre. Le verre est quasi recyclable à 100 %. Un tonne de verre recyclé, appelé calcin, permet l’économie de 850 kg de sable (ou silice), réduit la température des fours de production de bouteilles et donc baisse les besoins en énergie, réduit les émissions de CO2 (entre 300 et 700 kg selon l’énergie utilisée) et réduit les émissions de polluants atmosphériques.

### Réemploi
Le réemploi des bouteilles de champagne est régi par le décret no 2010-1441 du 22 novembre 2010 relatif à l'appellation d'origine contrôlée « Champagne ». Ce décret, applicable à partir du 1er janvier 2015, interdit le réemploi des bouteilles de champagne pour l’appellation Champagne. Les motifs invoqués par ce décret sont l’hygiène et la sécurité alimentaire (pression dans les bouteilles).

## Verreries productrices
Avant d’être implantées près de Reims, les verreries qui produisent des bouteilles de champagne sont d'abord implantées en Argonne ou dans l'Aisne, en raison des forêts pour la production de charbon de bois, de feuille de fougère pour obtenir du carbonate de sodium et de gisements de sable. Ce n'est qu'avec l'arrivée du canal que les verreries s'implanteront près de Reims.

### Verreries en Argonne
Les verreries en Argonne étaient gérées par une même famille les Bigault. Il s'agit des verreries suivantes : les Senades, la Hazarée, le Neufour, les Islettes, du Four de Paris, etc. Aucune de ces verreries n'est en activité aujourd'hui.

### Verreries près de Reims
Le creusement du canal de l’Aisne à la Marne et l’arrivée du chemin de fer favorisera l’implantation des verreries à proximité de Reims.

#### Verrerie Charbonneaux
La production démarre en 1872 dans des fours à pots. La verrerie, en partie détruite pendant la Première Guerre mondiale, est reconstruite quelques années plus tard. C’est la dernière verrerie en activité sur Reims.

#### Verrerie de Courcy
La première verrerie de Courcy date de 1875. Entièrement détruite pendant la Première Guerre mondiale, la verrerie de Courcy fut reconstruite sous le nom de « Verreries de Courcy et de Loivre réunis - Givelet et Cie » entre la voie ferrée et le canal, toujours à Courcy, vers 1920. Émile Charbonneaux devint le nouveau président du Conseil de surveillance. À la suite de la crise économique de 1929-1930, l'activité cessa en 1933. Les machines furent démontées et remontées à la verrerie Charbonneaux à Reims qui en avait repris l'actif et le passif.

#### Verrerie de Loivre
En 1853, deux frères, Eugène-Louis et son frère Gabriel-Alfred de Bigault de Granrut, achètent le domaine des Fontaines, à Loivre, château et fermes et édifièrent en bordure du canal de l’Aisne une verrerie pour répondre au marché des bouteilles de champagne. Cette verrerie se substituera pour partie à celles qu’ils possèdent en Argonne (Les Senades, la Hazarée, le Neufour, les Islettes et du Four de Paris). La verrerie de Loivre est entièrement détruite pendant la guerre 1914-1918. Charles de Grandrut, fils d'Eugène-Louis, n'a pas l'intention de reconstruire la verrerie de Loivre.
Pierre Givelet rachète, à Charles de Grandrut, le fonds de commerce et les dommages de guerre afférents et reconstruit l'usine à Courcy vers 1920. La société prit le nom de « Verreries de Courcy et de Loivre réunis - Givelet et Cie ».

#### Verrerie de la Neuvillette
La verrerie de La Neuvillette, fonctionne à partir de 1890. Elle est gérée alors pour une durée prévue de quinze ans. Mais le 17 avril 1897, la société est liquidée. Le 5 mai 1897, une nouvelle société, la Société anonyme des verreries de La Neuvillette est créée et reprend les biens et installations. La verrerie de La Neuvillette, comme celle de Loivre, est entièrement détruite pendant la guerre 1914-1918, et ne sera pas reconstruite.

Les verreries près de Reims
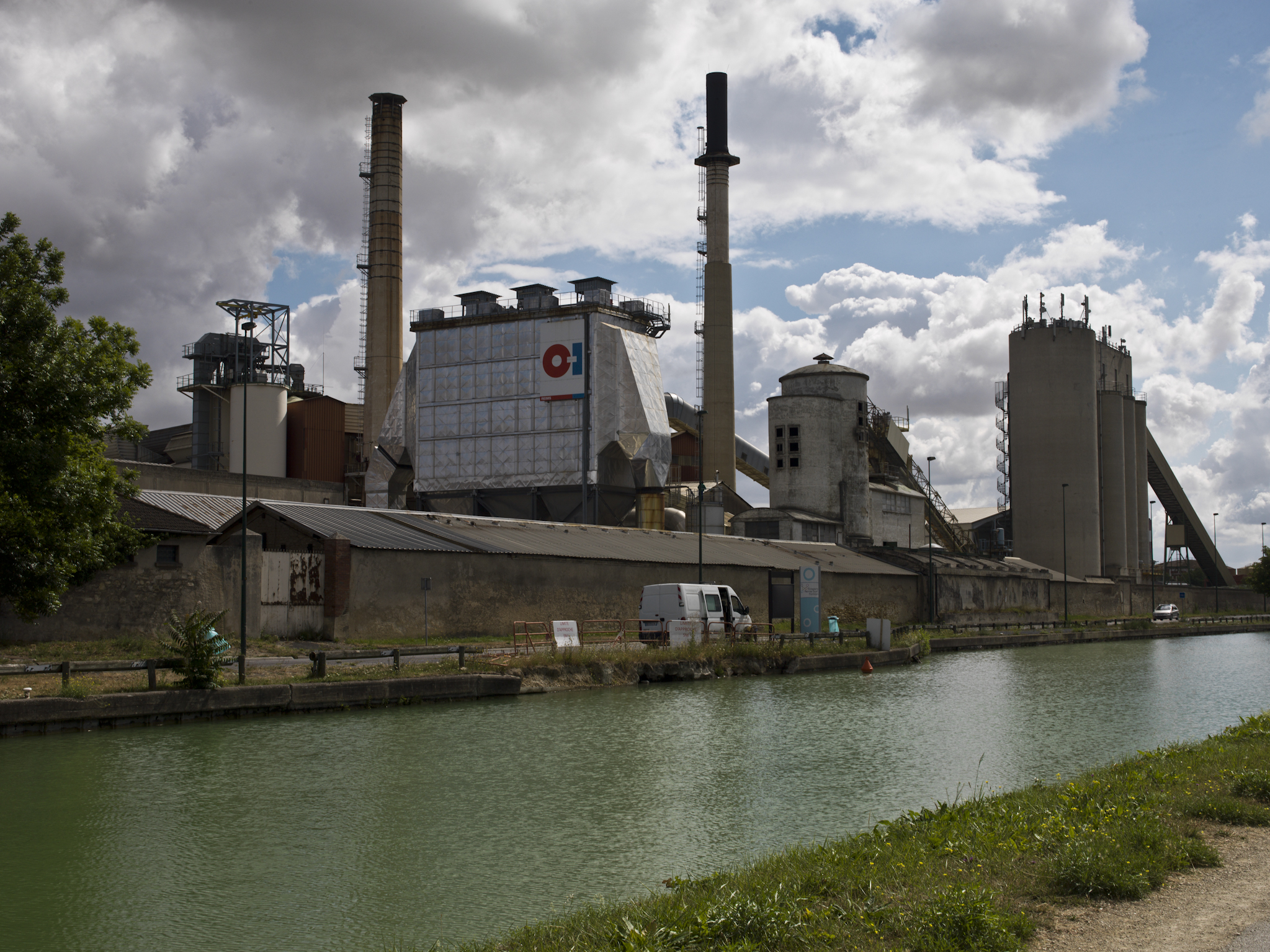
Verrerie OI de Reims, ancienne verrerie Charbonneaux.
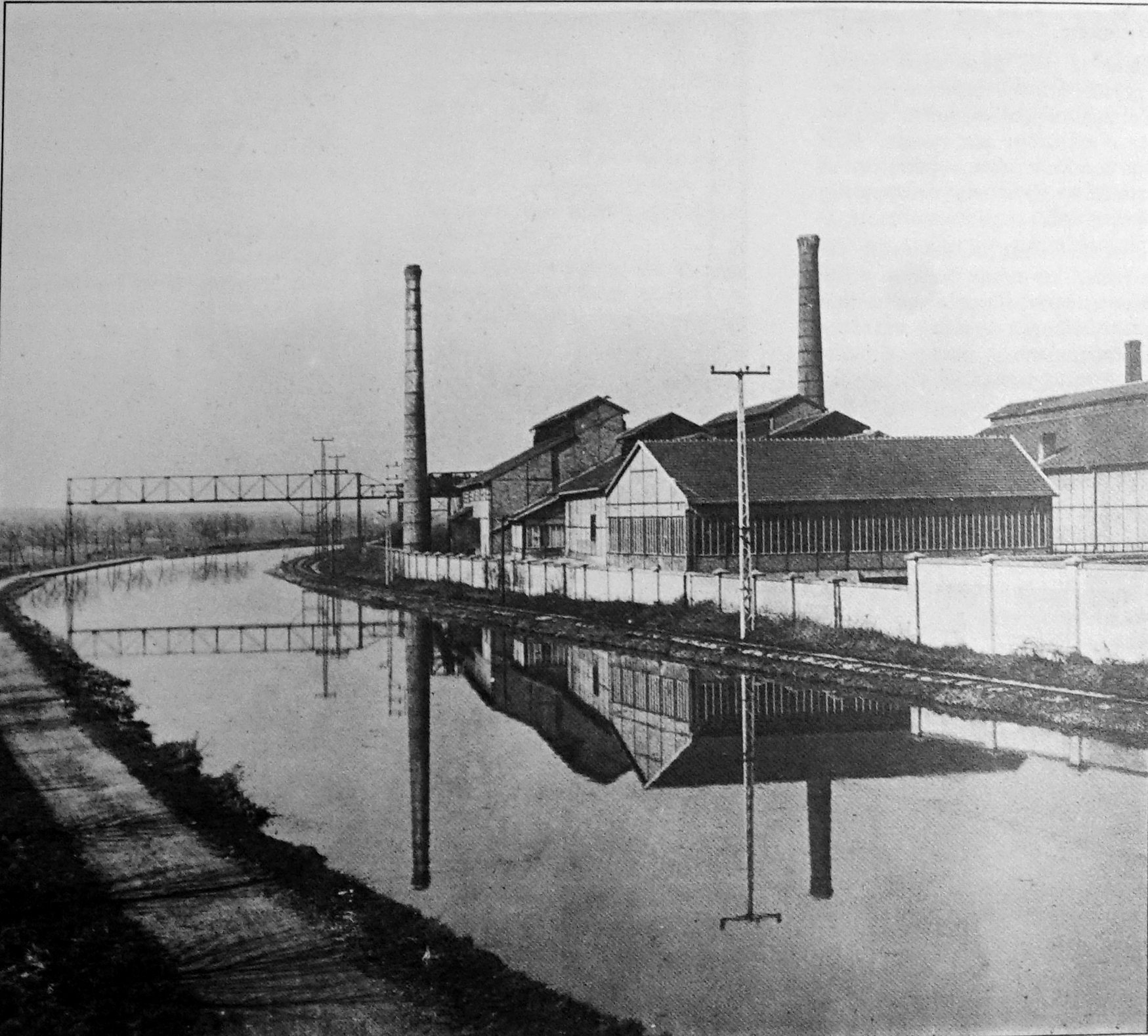
Verrerie de Courcy.
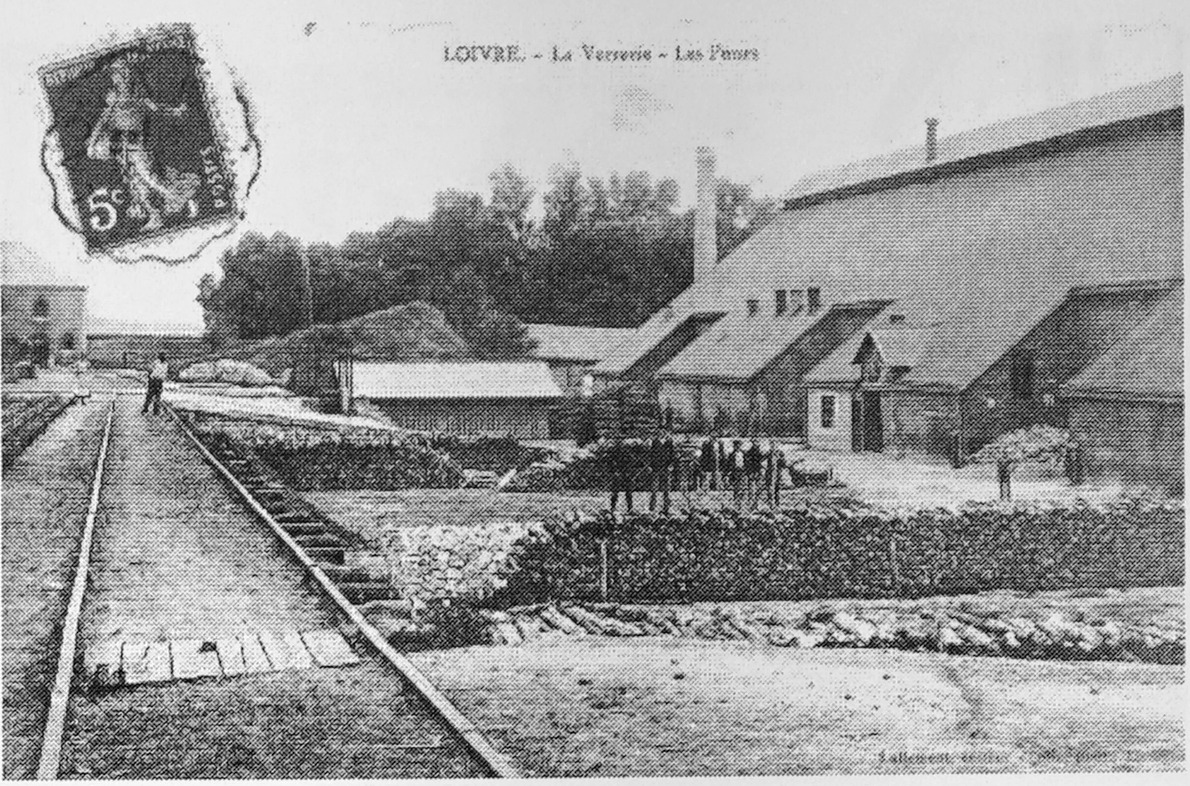
Verrerie de Loivre.

### Autres verreries

#### Verrerie de Oiry
La verrerie a été créée par Saint-Gobain à Oiry en 1975. Près de 70 % de la production est consacrée aux bouteilles de champagne. En 2015, Saint-Gobain vend sa filiale Verallia et ses emballages en verre, dont l’usine de Oiry, au fonds d’investissement américain Apollo Global Management.